# Manufacture royale de toiles à voiles
La manufacture royale de toiles à voiles est un ensemble de bâtiments à destination industrielle situés 15 rue Valence à Agen, dans le département français de Lot-et-Garonne, en France.

## Historique
C'est le 24 février 1763 qu'un arrêt du Conseil d'État a autorisé la construction à Agen d'une manufacture de toiles à voiles avec la dénomination de « Manufacture royale ». Pierre Gounon, maire d'Agen et riche négociant avait adressé une requête à l'intendant des finances Trudaine en octobre 1762 en déclarant qu'il « avait senti depuis longtemps combien des manufactures de toiles à voiles seraient utiles à l'Agenais ». 
Le bâtiment a été inscrit au titre des monuments historiques le 25 novembre 1981.